# Kryzys tożsamości (komiks)
Kryzys tożsamości (ang. Identity Crisis) – amerykańska miniseria komiksowa autorstwa Brada Meltzera (scenariusz) oraz Ragsa Moralesa (rysunki) i Michaela Baira (tusz), wydana przez DC Comics w siedmiu częściach od czerwca do grudnia 2004 roku. Po polsku ukazała się w zbiorczym tomie nakładem Egmont Polska w 2015 roku.

## Fabuła
Sue Dibny, żona Elongated Mana, zostaje zamordowana. Superbohaterowie z Amerykańskiej Ligi Sprawiedliwości podejrzewają o to Doktora Lighta. W trakcie śledztwa wychodzi na jaw, że Light zgwałcił kiedyś Sue. By więcej do tego nie doszło, kilkoro członków Ligi wymazało to wydarzenie z pamięci Doktora i zmieniło jego osobowość. Jednak zmianie tożsamości ulega też kilkoro z superbohaterów, w tym Batman i Superman. Następuje kryzys w łonie Ligi.